# Canals del Pau

Les Canals del Pau, respecte del terme d'Abella de la Conca

El lloc de les Canals del Pau és un indret del terme municipal d'Abella de la Conca, a la comarca del Pallars Jussà.
Es tracta del vessant oriental de la carena que més al nord forma el Turó de l'Espluga Redona, solcada per tot de petits barrancs paral·lels, que donen nom al lloc. És davant i a ponent de la Casa de la Vall, a la dreta del barranc de la Vall.

## Etimologia
Es tracta d'un topònim romànic modern de caràcter descriptiu. Es tracta d'un lloc ple de canals que era dins de la propietat d'un Pau.